# Jardín del paraíso
El Jardín del paraíso (en francés: Jardin des Paradis) es un jardín botánico privado de 3000 m² de extensión, en Cordes-sur-Ciel, Francia.
Gracias a su diseño y cultivo de especies raras de plantas está clasificado desde el año 2004 como « Jardin Remarquable» ( jardín notable ) por el conjunto de edificio y jardín.

## Localización
Situado en las primeras terrazas de la ciudadela fortificada de Cordes-sur-Ciel.
Jardin des Paradis Place du Théron, Cordes-sur-Ciel, Tarn, Midi-Pyrénées, France-Francia.
Planos y vistas satelitales, 44°3′51.84″N 1°57′12.96″E / 44.0644000, 1.9536000
Está abierto al público todos los días en los meses cálidos del año, se cobra una tarifa de entrada.

## Historia
El jardín fue creado en 1997 por los artistas y arquitectos paisajistas Eric Ossart y Arnaud Maurières en colaboración con el arquitecto del paisaje brasileño Roberto Burle Marx.
Líderes de la nueva ola de desarrollo de los jardines, en línea con el festival internacional de los jardines de Chaumont-sur-Loire. Querían crear un jardín de placer y dieron rienda suelta a su imaginación.
Compuesto por una estructura permanente, el jardín también desarrolla un tema anual, visible en el jardín (tipo de plantas, objetos de decoración), como en la zona de los museos del jardín.
A finales de 2002 los creadores de jardín querían dedicarse a otras ocupaciones. La « Association Cordes Développement» (Asociación de Desarrollo Cordes) tomó el control del jardín y lo siguen administrando permaneciendo fieles a su espíritu original.

## Colecciones
El jardín botánico de diseño contemporáneo sigue el movimiento del « Festival International des Jardins de Chaumont sur Loire».
El jardín botánico está diseñado en tres terrazas que están organizadas cada una de ellas en estilo contemporáneo, oriental (pabellón persa), y medieval.
Actualmente alberga:
- Colección de verduras de cultivos, con zanahorias, Allium, malvas, pimientos (30 variedades), calabazas, y tomates (más de 60 variedades).
- Plantas ornamentales de porte herbáceo, y arbustos, Buddleja davidii, Aralia spinosa,
- Charca rectangular que sirve como jardín acuático,